# カブテリモン
カブテリモンはデジタルモンスターシリーズに登場する架空の生命体・デジタルモンスターの一種。

## 概要
初登場はVer.2。週刊デジ聞の読者からのハガキを参考に製作された。モデルはカブトムシ。
ドット絵では目が有るが、設定画にはない。アニメ『デジモンアドベンチャー』では主要人物の一人（が進化した姿）として登場しており、グッズとして他の成熟期のデジモンと共にぬいぐるみが製作されている。

## 種族としてのカブテリモン
自重の数倍の重量を持ち上げるアリの力と全身を覆う甲虫類の堅い殻による防御能力を併せ持った昆虫型デジモン。頭の部分は金属化しており、兜のようになっている。ライバルは同じ昆虫型のクワガーモン。本能の塊で知性は無い。敵対関係であるウィルス属性のデジモンには容赦なく襲い掛かる。

### 基本データ
- 世代/成熟期
- タイプ/昆虫型
- 属性/ワクチン
- 必殺技/メガブラスター
- 得意技/ビートホーン、ブリンクスラスト
- 勢力/ネイチャースピリッツ・ジャングルトルーパーズ

必殺技
メガブラスター
熱線を吐いて、敵を黒焦げにする。

### 亜種・関連種・その他
クワガーモン
アトラーカブテリモン
ヘラクルカブテリモン
ライノカブテリモン
コカブテリモン
タイラントカブテリモン

## 登場人物としてのカブテリモン
- デジモンアドベンチャー - テントモンが成熟期に進化した姿。進化後も関西弁で話す。飛行手段として登場することもある。